# Мосёй
Мосёй (норв. Måsøy,сев.‑саам. Muosát) — коммуна в губернии Финнмарк в Норвегии. Административный центр коммуны — город Хавёйсунн. Официальный язык коммуны — букмол. Население коммуны на 2007 год составляло 1333 чел. Площадь коммуны Мосёй — 1134,33 км², код-идентификатор — 2018.
Население коммуны за последние 60 лет сократилось более, чем в два раза.

Статистика коммуны Мосёй

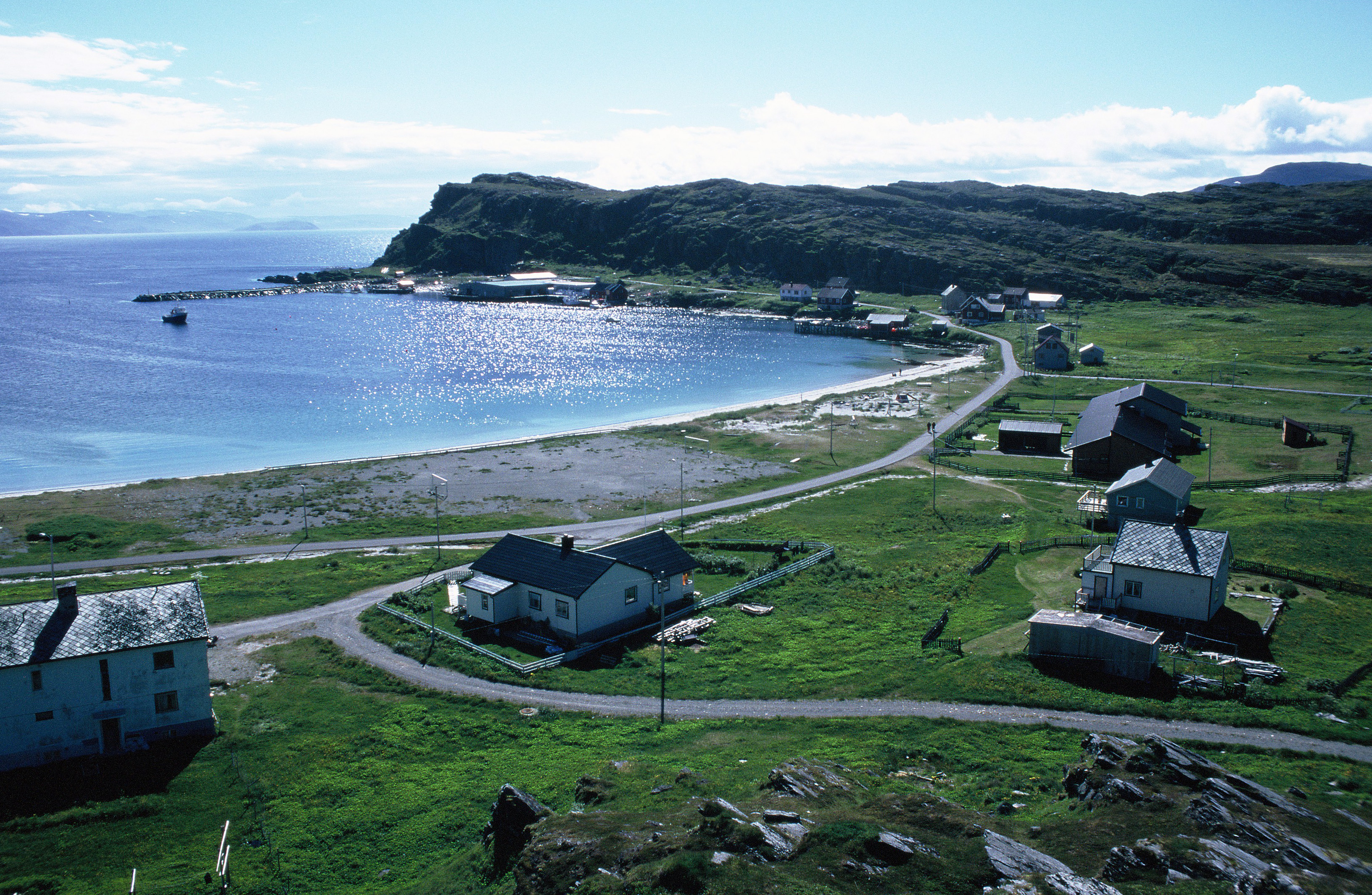
Посёлок Мосёй на острове Мосёйа